# Gare de Bouzonville
Ne doit pas être confondu avec Gare de Nouzonville.
La gare de Bouzonville est une gare ferroviaire française située sur le territoire de la commune de Bouzonville, dans le département de la Moselle, en région Grand Est.
Elle est mise en service en 1883 par la Direction générale impériale des chemins de fer d'Alsace-Lorraine (EL).
C'était une gare voyageurs de la Société nationale des chemins de fer français (SNCF), du réseau TER Grand Est, desservie par des trains express régionaux.
Elle est toute fois encore exploitée un jour par année, uniquement les Vendredi saint par la ligne RB77 allemande alors exceptionnellement prolongée en France afin de faciliter l’accès aux festivités en ville.

## Situation ferroviaire
Établie à 209 mètres d'altitude, la gare de Bouzonville est située au point kilométrique (PK) 36,982 de la ligne de Metz-Ville à la frontière allemande vers Überherrn, entre la gare ouverte de Freistroff et la gare fermée de Brettnach.

## Histoire
La gare de Bouzonville est mise en service le 1er avril 1883 par la Direction générale impériale des chemins de fer d'Alsace-Lorraine (EL) lorsqu'elle ouvre à l'exploitation la ligne de Kédange à Téterchen.
Le 19 juin 1919, la gare entre dans le réseau de l'Administration des chemins de fer d'Alsace et de Lorraine (AL), à la suite de la victoire française lors de la Première Guerre mondiale. Puis, le 1er janvier 1938, cette administration d'État forme avec les autres grandes compagnies la SNCF, qui devient concessionnaire des installations ferroviaires de Bouzonville. Cependant, après l'annexion allemande de l'Alsace-Lorraine, c'est la Deutsche Reichsbahn qui gère la gare pendant la Seconde Guerre mondiale, du 1er juillet 1940 jusqu'à la Libération (en 1944 – 1945).
Bouzonville comportait également un dépôt-relais secondaire.
La gare est fermée au trafic des marchandises le 31 décembre 2004.
En 2015, la fréquentation de la gare est de 40 413 voyageurs.
La gare n'est actuellement plus desservie par les TER depuis avril 2016. Le motif était à l'époque la pénurie de conducteurs mais le trafic n'a jamais repris.

## Service des voyageurs

### Accueil
Arrêt Routier , elle dispose d'un bâtiment voyageurs, sans guichet.
Un passage planchéié permet la traversée des voies et le passage d'un quai à l'autre.

### Desserte
Jusqu'en 2016, Bouzonville était desservie par les trains TER Grand Est qui effectuaient des missions entre les gares de Thionville et de Bouzonville (terminus du trafic voyageurs de la ligne).
En 1998, le syndicaliste et ancien agent SNCF de la gare de Bouzonville Bernard Aubin met sur rails, avec le soutien de la ville et d'élus locaux allemands, un train spécial qui ne circule qu'une fois par an    entre Dillingen (Sarre) et Bouzonville. Cette navette achemine les visiteurs allemands de la grande braderie du Vendredi saint. Cette opération ponctuelle avait également pour objet d'attirer l'attention des décideurs sur un projet de relation ferroviaire internationale entre l'Allemagne, la France et le Luxembourg allant de Sarrebruck à Luxembourg via Dillingen, Bouzonville et Thionville. Le projet fait l'objet d'une étude du Conseil Départemental de Moselle mais n'a pas encore abouti.
En juin 2024, la Région Grand Est annonce qu'une étude sera lancée sur le projet de relation SAR LOR LUX. L'itinéraire envisagé transiterait par Creutzwald et Hargarten et non par Dillingen Bouzonville.
Bernard Aubin, initiateur du projet, craint que cette version du projet appliquée en l'état ne permette pas la réouverture de la gare de Bouzonville.

### Intermodalité
Le stationnement des véhicules est possible à proximité. Elle est desservie par des autocars TER Lorraine (ligne Thionville - Bouzonville - Creutzwald gare routière).